# Johannes Krämer
Johannes Krämer (* 21. Juni 1948) ist ein in Frankfurt am Main lebender Gitarrist des Modern Creative Jazz.

## Leben und Wirken
Krämer beschäftigt sich seit 1965 mit dem Free Jazz. Anfänglich spielte er mit Alfred Harth, Thomas Cremer, Franz Volhard, Thomas Stöwsand und anderen Jazzmusikern in verschiedenen Gruppen zusammen. Die dabei 1969 aufgenommene Platte Just Music erscheint als zweite auf dem Label ECM. Später in den 1970er Jahren spielte Johannes Krämer einige Jahre in der Jazz-Rock-Gruppe Source mit Heiner Goebbels, bei dem er auch 1984 auf dem Moers Festival auftrat.
Bei der holländischen Jazzposaunistin und -Geigerin Annemarie Roelofs, mit der er auch persönlich verbunden war, trat Krämer in verschiedenen Besetzungen mit weiteren Musikern wie Elvira Plenar, Malte Burba oder Dirk Marwedel auf. Mit Roelofs Band The Wastewatchers spielte er auf dem Festival im kanadischen Victoriaville 1996 und mit ihren Boneless Chicken auf dem Deutschen Jazzfestival in Frankfurt am Main 2004. Seit 2006 hat Johannes Krämer mit All Clear eine eigene Gruppe.

## Diskographische Hinweise
- just music (1969, ECM Records)
- Born Free (1970, Scout Records, nur auf einem Stück)
- The Waste Watchers Music From the Land of Milk and Honey (1986, victo)